# Seitenfleckleguane
|  | Dieser Artikel wurde aufgrund von formalen oder inhaltlichen Mängeln in der Qualitätssicherung Biologie zur Verbesserung eingetragen. Dies geschieht, um die Qualität der Biologie-Artikel auf ein akzeptables Niveau zu bringen. Bitte hilf mit, diesen Artikel zu verbessern! Artikel, die nicht signifikant verbessert werden, können gegebenenfalls gelöscht werden. Lies dazu auch die näheren Informationen in den Mindestanforderungen an Biologie-Artikel. |

Die Seitenfleckleguane (Uta) sind eine Gattung der zu den Leguanartigen gehörenden Phrynosomatidae, die vor allem die sandig-felsigen Trockengebiete Nordamerikas besiedeln. Während Uta stansburiana auf dem Festland und auf einigen Inseln weit verbreitet ist, sind die anderen Arten Endemiten verschiedener Inseln im Golf von Mexiko.

## Merkmale
Uta Arten sind kleine, bodenbewohnende Schuppenkriechtiere. Die Anzahl Rückenschuppen in einer Reihe ist kleiner als 150, die Anzahl Bauchschuppen kleiner als 90. Supranasale (über den Nasenschilden liegend) sind stets vorhanden. Es sind insgesamt 21 bis 37 Femoralporen vorhanden.
Von den anderen Gattungen der Familie Phrynosomatidae unterscheidet sich Uta unter anderem durch den dunklen, seitlichen Fleck in der Achselgegend.

## Forschungsgeschichte und Etymologie
Die Erstbeschreibung der Seitenfleckleguane erfolgte 1862 durch die Zoologen Baird und Gerard in den Proceedings of the Academy of Natural Sciences, die als Typusart und zugleich erste Art der Gattung Uta den Gemeinen Seitenfleckleguan (Uta stansburiana) beschrieben. Die Benennung der Gattung Uta erfolgte nach dem amerikanischen Bundesstaat Utah, in der das Tier entdeckt wurde.

## Arten
Die Gattung umfasst aktuell 7 Arten (Stand Oktober 2024). Uta concinna wird von The Reptile Database und anderen als Synonym zu Uta stansburiana angesehen, obwohl keine formale Synonymisierung bekannt ist. Scheinbar ist Uta concinna von Uta stansburiana nicht zu unterscheiden.
- Uta encantadae Grismer, 1994
- Uta lowei Grismer, 1994
- Uta nolascensis Van Denburgh & Slevin, 1921
- Uta palmeri Stejneger, 1890
- Uta squamata Dickerson, 1919
- Gemeiner Seitenfleckleguan – Uta stansburiana Baird & Girard, 1852
  - Uta stansburiana elegans Yarrow, 1882
  - Uta stansburiana martinensis Van Denburgh, 1905
  - Uta stansburiana nevadensis Ruthven, 1913
  - Uta stansburiana stansburiana Baird & Girard, 1852
  - Uta stansburiana stejnegeri Schmidt, 1921
  - Uta stansburiana taylori Smith, 1935
  - Uta stansburiana uniformis Pack & Tanner, 1970
- Uta tumidarostra Grismer, 1994